# Атлантический ураганный сезон 2006 года
Атлантический сезон ураганов в 2006 году был менее активным, чем рекордный предыдущий сезон. Это отметило первый сезон с 2001, в которой никакие ураганы не достигли берегов в Соединенных Штатах и были первыми с 1994, в котором никакие тропические циклоны не сформировались в течение октября. После интенсивной деятельности 2005 года синоптики предсказали, что сезон с  2006 года будет незначительно менее активным. Вместо этого деятельность замедлили быстро формирующееся умеренное событие Эль-Ниньо, присутствие сахарского Воздушного Слоя по тропической Атлантике и устойчивое присутствие прочной вторичной области с высоким давлением на Азорские острова, высоко сосредоточенные на Бермудах. После 2 октября не было никаких тропических циклонов.
Тропический Шторм Альберто был косвенно ответственен за два смертельных случая, когда это достигло берега во Флориде. Ураган Эрнесто вызвал проливной дождь на Гаити, и непосредственно убил по крайней мере семь человек на Гаити и в Соединенных Штатах. Четыре урагана сформировались после Эрнесто, включая самые сильные штормы сезона, Ураганы Хелене и Гордон. Всего, сезон был ответственен за 14 смертельных случаев и $500 миллионов (2006 долларов США; $588 миллионов 2016 долларов США) в повреждении. 2006 календарный год также видел Тропический Шторм Зету, который возник в декабре 2005 и упорствовал до начала января, только второе такое событие, когда-либо имевшее это  место. Шторм можно считать частью сезонов 2005 и 2006 годов, хотя он произошел вне 1 июня – 30 ноября период, в которой большая часть Атлантического бассейна формирует  тропические циклоны.

## Сезонные прогнозы
Прогнозы ураганной активности выпускаются  перед каждым сезоном ураганов отмеченными ураганными экспертами Филипом Дж. Клоцбахом, доктором Уильямом М. Грэем и их партнерами в Университете штата Колорадо; и отдельно синоптиками NOAA.
Команда Клоцбаха (раньше во главе с Грэем) определила среднее количество штормов в сезон (1950–2000)  9.6 тропических штормов, 5.9 ураганов и 2.3 сильных урагана (штормы, превышающие Категорию 3 силы в Ураганном Масштабе Сэффир-Симпсона). У нормального сезона, как определено NOAA, есть 6–14 названных штормов с 4–8 из тех, которые достигают ураганной силы и 1–3 сильных ураганов.

### Предсезонные прогнозы
5 декабря 2005 команда Клоцбаха выпустила свой начальный прогноз расширенного диапазона на сезон 2006 года, предсказав вышеупомянутое среднее число 17 названных штормов, девять из них ураганы и пять классифицированных как 3 Категория  интенсивности или выше.
Как в сезоне  2005 года, команда предсказала, что было очень вероятно, что по крайней мере один сильный ураган непосредственно повлияет на Соединенные Штаты. Прогноз предложил 81%-ю вероятность, что по крайней мере один сильный ураган обрушится на американский материк, 64%-й шанс по крайней мере одного сильного урагана, обрушивающегося на Восточное побережье Соединенных Штатов (включая Флоридский полуостров) и 47%-й шанс по крайней мере одного сильного урагана, обрушивающегося на Побережье Залива Соединенных Штатов от Флоридского острова  на запад. Команда также предсказала, что потенциал для основной ураганной активности  в Карибском море был выше среднего числа. Несколько месяцев спустя, 4 апреля 2006, CSU выпустил другой прогноз, подтверждающий его предсказания в декабре.
22 мая 2006 NOAA выпустил свой прогноз до начала сезона  2006 года. Прогноз было  предназначен для 13–16 названных штормов, 8–10 из тех, которые становятся ураганами и 4–6 становящимися сильными ураганами.
31 мая 2006 года, команда Клоцбаха  выпустила свой заключительный предсезонный прогноз на 2006 год, подтверждая свои предыдущие предсказания.

### Межсезонные перспективы
3 августа 2006 команда Клоцбаха понизила свою сезонную оценку к 15 названным штормам с 7 ураганами становления и 3 становящимися сильными ураганами, отметив, что условия стали менее благоприятными для штормов, чем они были ранее в том же году. Давление уровня моря и торговая сила ветра в тропической Атлантике, как сообщали, были выше нормального, в то время как морская поверхность температурной  аномалии была на уменьшающейся тенденции.
8 августа 2006 NOAA пересмотрел свою сезонную оценку к 12–15 названным штормам с 7–9 ураганами становления и 3–4 становящимися сильными ураганами. Сокращение было прописано менее благоприятным условиям окружающей среды, уменьшению в условиях La Niña и отсутствию "очень постоянного образца горного хребта верхнего уровня по восточной американской и западной Атлантике".
1 сентября команда Клоцбаха также пересмотрела свою сезонную оценку, к 13 названным штормам, 5 ураганам и 2 сильным ураганам, ссылая больший объем сахарского Воздушного Слоя и тенденции Эль-Ниньо в Тихом океане. Команда снова сократила количество тропических штормов, ожидаемых в течение сезона месяц спустя, 3 октября, с обновленным прогнозом 11 названных штормов, 6 ураганов и 2 сильных ураганов, ссылаясь продолжающийся Эль-Ниньо.

## Итоги сезона

Ураган Гордон на вершине, с ураганом Хелен в правый нижней

Тропическая Штормовая Зэта сформировалась 30 декабря 2005 и продлилась до 6 января 2006. Хотя большинство его существования было  в 2006, это - официально шторм Атлантического сезона ураганов 2005 года, потому что это - год, в котором это сформировалось.Зэта присоединилась к Урагану Элис как только второй Североатлантический тропический циклон в зарегистрированной истории охватила два календарных года.
Сезон запустился 1 июня 2006, и официально закончился 30 ноября 2006. Эти даты традиционно разграничивают период каждого года, когда большинство тропических циклонов  формируются в Атлантическом бассейне. Десять дней в запуске сезона, Тропический Шторм Альберто развивался в Карибском море, и после четырёх месяцев активности, Ураган Айзек, рассеянный 3 октября к югу от Ньюфаундленда. По сравнению с разрушительным Атлантическим сезоном ураганов 2005 года 2006 не был серьезен с точки зрения смертельных случаев и повреждения. Три тропических шторма достигали берега в США. Первый из них, Тропического шторма Альберто, достигал берега во Флориде с ветрами 50 миль в час (80 км/ч), вызывая наводнение и легкое повреждение. Тропический Сторм Берил достиг берега на Нантакете, но оставил мало воздействия. Третий и более значительный шторм был Ураганом Эрнесто, который убил двух людей в Вирджинии и два во Флориде, а также порождение $500 миллионов в повреждении (2006 долларов США). В течение сезона только один тропический циклон в Атлантике – Альберто – влиял на Мексику. Канада была затронута несколькими тропическими циклонами в течение 2006, включая Альберто, неназванный шторм, Берила, Флоренс и Айзека.
20 июня повреждение высшего уровня сформировалось к востоку от Багам и переместилось на запад через острова. Между 24 и 26 июня, области конвекции иногда развивались, и формировалось  повреждение  низкого уровня. Система стала двигаться на север и после достижения Гольфстрима 27 июня, он начал назревать. Оно достигло берега под Морхед-Сити, Северная Каролина и переместилось в  север-восток вдоль американского Восточного побережья. Шторм способствовал серьезному и смертельному наводнению в государствах Центральной Атлантики. В то время как NHC оперативно не классифицировал его, данные из самолета разведки, погодного радара NEXRAD, и поверхностные наблюдения предполагают, что это, возможно, соответствовало критериям для тропического циклона.

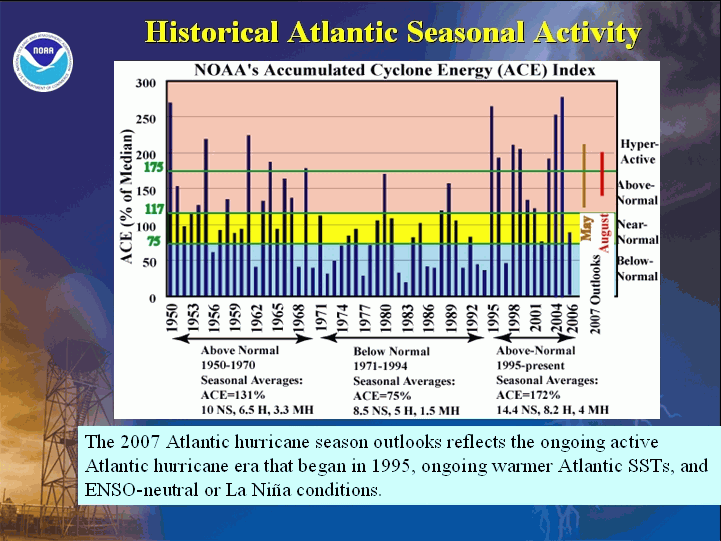
График, показывающий средние показатели и статистики для Атлантического сезона ураганов

Центра Национального Урагана до начала сезона предсказала 13–16 названных штормов, 8–10 ураганов и 4–6 сильных ураганов. Они также предсказали, что высокий риск по крайней мере одного сильного урагана ударит  в Юго-восток  Соединенных Штатов. В конечном счете только десять штормов сформировались в течение сезона, самое низкое количество с сезона 1997 года, когда было семь. Пять из десяти штормов, развитых в ураганы — также самое низкое количество с 1997 — и только две достигли главного ураганного статуса, сыграв вничью с 2002 для наименьшего количества с 1997. Только один названный шторм наблюдался в течение октября, самое низкое количество с 1994, когда ни один не был замечен в течение того месяца. Кроме того, только три названных шторма достигли берега в Соединенных Штатах, наименьшее количество с 2001. Из-за нескольких факторов, включая быстро формирующееся событие Эль-Ниньо, сахарский Воздушный Слой по тропической Атлантике и присутствие области с высоким давлением на Азорские острова высоко расположились под Бермудами, это способствовало ниже среднего сезона. Кроме того,поверхностные  морские температуры в западной Атлантике были только   немного ниже среднего числа. Напротив, морские температуры поверхности в течение сезона 2005 года были намного больше среднего числа.
В целом, активность ураганов этого  сезона была отражена  низким собраннм рейтингом накопленной энергии циклона (ACE) 79. ТУЗ - вообще говоря, мера мощности урагана, умноженного на отрезок времени,  штормы, которые длятся долгое время, а также особенно сильные ураганы, имеют высокие ТУЗЫ. ТУЗ  вычисляется только  для полных рекомендательных тропических систем в или чрезмерные 34 груп (39 миль в час, 63 км/ч) или тропическая штормовая сила. Субтропические циклоны исключены из общего количества.
| - Альберто - Берилл - Крис - Дебби - Эрнесто - Флоренция - Гордон | - Элен - Исаак - Джойс (неиспользованный) - Кирк (неиспользованный) - Лесли (неиспользованный) - Майкл (неиспользованный) - Надин (неиспользованный) | - Оскар (неиспользованный) - Пэтти (неиспользованный) - Рафаэль (неиспользованный) - Песчаный (неиспользованный) - Тони (неиспользованный) - Валери (неиспользованный) - Уильям (неиспользованный) |